# GWR 517 Class
GWR 517 Class — многочисленный тип небольших танк-паровозов с осевой формулой 0-2-1, разработанных  Джорджем Армстронгом для местного пассажирского сообщения по стандартной колее Большой западной железной дороги. С 1868 по 1885 годы из ворот Вулвергемптонского паровозостроительного завода вышло 13 партий общим число 156 паровозов.

## Конструкция
Этот тип паровозов как ни один другой подчёркивает независимость братьев Армстронг друг от друга: Джозеф Армстронг на заводе в Суиндоне строил танк-паровозы с осевой формулой 1-2-0 (455 Class Метро-танки), в то время как Джордж в Вулвергемптоне не построил ни единого 1-2-0, предпочитая 0-2-1.
Паровозы 517 class были не вполне одинаковы. Они были выпущены с тремя вариантами длины колёсной базы, с седельным или боковыми танками для воды и котлами разных типов. Диаметр движущих колёс составлял 5 ф. 0 д. (1524 мм), позднее за счёт насадки более толстых бандажей был увеличен до 5 ф. 2 д. (1575 мм).
Ранние паровозы были переделаны с седельных танков на боковые в то время как поздние уже выпускались с боковыми танками. Их ближайшей родственной конструкцией является GWR 3571 class, прототип которого был паровозом 517 class № 1477, незначительно переделанным в 1895 году, за которым в течение двух лет пояледовали ещё 10 паровозов. На 517 class перебывали различные комбинации кабин и угольных ящиков, и после последнего капитального ремонта они были оснащены закрытыми кабинами и большими бункерами, которые предшествовали таковым на паровозах Коллетта GWR 4800 Class. 
С завода первые 60 паровозов получили номера 1040–1087 (партии D—G) и 1100–1111 (партия H); в июле 1870 года они были перенумерованы в 517–576.
| Год     | Партия | Количество | № GWR            | База                | Буксы поддерживающих осей | Тип танков |
| ------- | ------ | ---------- | ---------------- | ------------------- | ------------------------- | ---------- |
| 1868    | D      | 6          | 517–522          | 13 ф. 7 д. (4,14 м) | внутренние                | седельный  |
| 1868    | D      | 6          | 523–528          | 13 ф. 8 д. (4,17 м) | внутренние                | седельный  |
| 1868–69 | E      | 12         | 529–540          | 13 ф. 8 д. (4,17 м) | внутренние                | седельный  |
| 1869    | F      | 12         | 541–552          | 13 ф. 8 д. (4,17 м) | внутренние                | седельный  |
| 1869    | G      | 12         | 553–564          | 14 ф. 8 д. (4,47 м) | внутренние                | седельный  |
| 1869–70 | H      | 6          | 565–570          | 14 ф. 8 д. (4,47 м) | внутренние                | седельный  |
| 1870    | H      | 6          | 571–576          | 14 ф. 8 д. (4,47 м) | внутренние                | боковые    |
| 1873–74 | R      | 12         | 826–837          | 15 ф. 0 д. (4,57 м) | внутренние                | боковые    |
| 1874–75 | S      | 12         | 838–849          | 15 ф. 0 д. (4,57 м) | внутренние                | боковые    |
| 1875–76 | W      | 12         | 1154–1165        | 15 ф. 0 д. (4,57 м) | внутренние                | боковые    |
| 1876    | Z      | 12         | 202–205, 215–222 | 15 ф. 0 д. (4,57 м) | внутренние                | боковые    |
| 1877    | I      | 12         | 1421–1432        | 15 ф. 0 д. (4,57 м) | внутренние                | боковые    |
| 1877–78 | C2     | 12         | 1433–1444        | 15 ф. 0 д. (4,57 м) | внутренние                | боковые    |
| 1883    | M2     | 12         | 1465–1476        | 15 ф. 0 д. (4,57 м) | внутренние                | боковые    |
| 1884–85 | P2     | 6          | 1477–1482        | 15 ф. 0 д. (4,57 м) | внутренние                | боковые    |
| 1885    | P2     | 6          | 1483–1488        | 15 ф. 6 д. (4,72 м) | внешние                   | боковые    |

## История

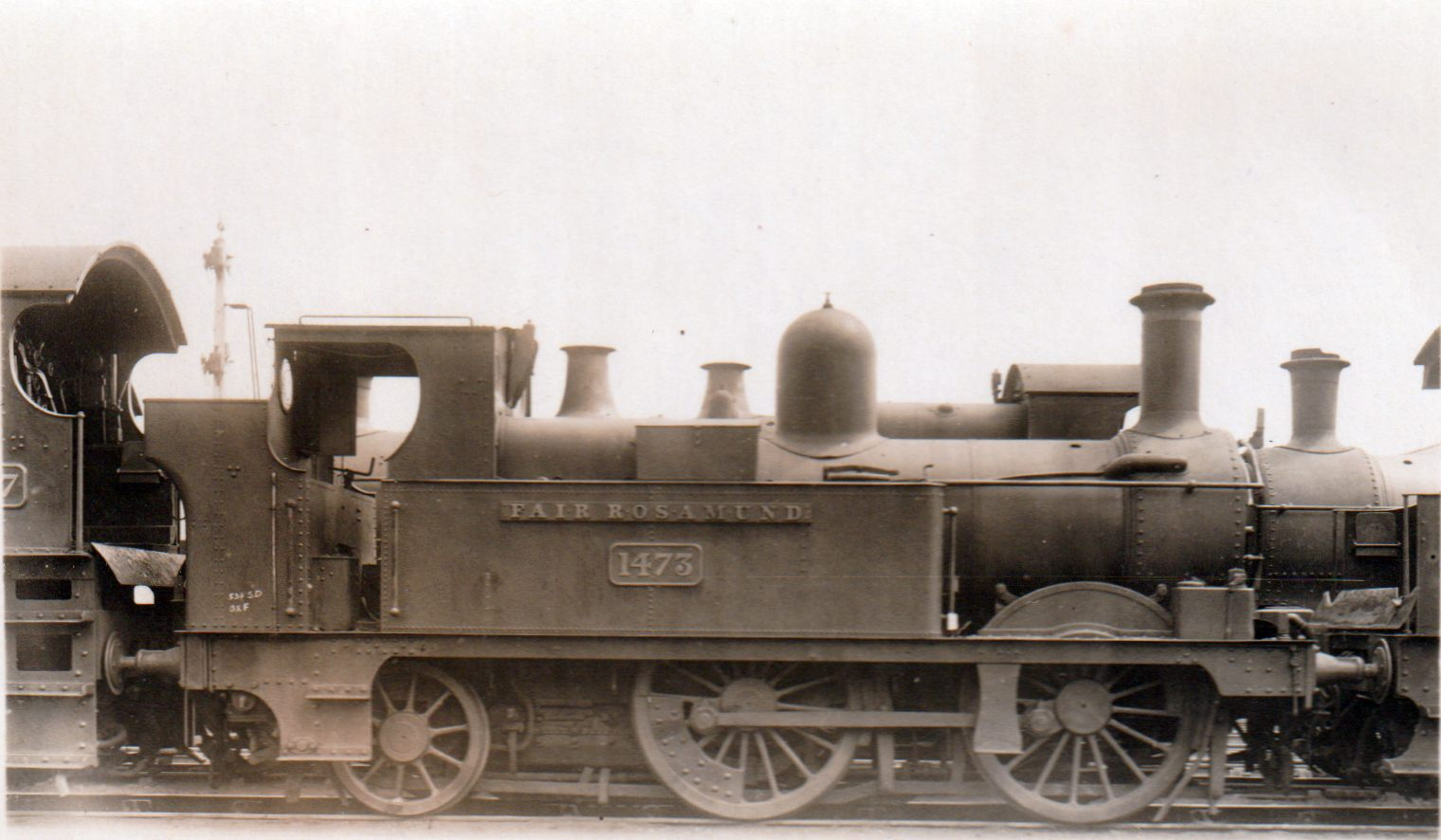
№ 1473 «Прекрасная Розамунда»

В XIX веке GWR 517 class  работали, главным образом, в Северном дивизионе GWR,  пока новые — на пригородных маршрутах у Бирмингема и Вулвергемптона.
В 1898 году паровоз № 1473 получил имя «Прекрасная Розамунда», под которым вёл королевский поезд по боковой ветке Бленема и Вудстока. После этого «Розамунда» работала на этой ветке регулярно.
При Чёрчуорде порядка половины паровозов были переоборудованы для работы тяни-толкаем с управлением из вагона (автопоезд). Эти переоборудованные паровозы перебрасывали по дороге туда, где они были нужны. Остальные паровозы были переведены в маневровые. Тем не менее, до 1920-х годов эти паровозы можно было встретить по всей сети GWR. Они прошли, в большинстве своём, от миллиона до полутора миллионов миль (1,5—2,5 млн. км). Абсолютный рекорд принадлежит № 1163 — 1 652 661 миль (2 659 700 км). Ни один паровоз этого типа не сохранилмя, последним, в возрасте 70 лет, был списан № 848 в 1945 году

## Отделка под вагон
При переделке паровозов под управление из хвостового вагона была предпринята попытка закрыть паровоз кожухом, напоминающим пассажирский вагон. Таким образом в 1906 году были отделаны №№ 533 и 833, и два 0-3-0 2021 class. У локомотивных бригад этот эксперимент не снискал одобрения, и в 1911 году отделка была снята.

## Известные происшествия
15 апреля 1923 года у деревни Карри-Ривел (Сомерсет) из-за ошибки сигналиста паровоз № 215 с автопоездом № 70 лоб-в-лоб столкнулся с товарным поездом, ведомым GWR 4000 Class 2-3-0 № 4048 «Принцесса Виктория». Пострадало 9 человек.